# Provincia di Malaita
La provincia Malaita è una delle nove province delle Isole Salomone.
Ha una superficie di 4.225 km² e 122.620 abitanti (Censimento 1999)